# Hrabstwo Walthall
Hrabstwo Walthall (ang. Walthall County) – hrabstwo w stanie Missisipi w Stanach Zjednoczonych. Obszar całkowity hrabstwa obejmuje powierzchnię 404,44 mil² (1047,49 km²). Według szacunków United States Census Bureau w roku 2009 miało 15 291 mieszkańców.
Hrabstwo powstało w 1910 roku.
Hrabstwo należy do nielicznych hrabstw w Stanach Zjednoczonych należących do tzw. dry county, czyli hrabstw gdzie decyzją lokalnych władz obowiązuje całkowita prohibicja.

## Miejscowości

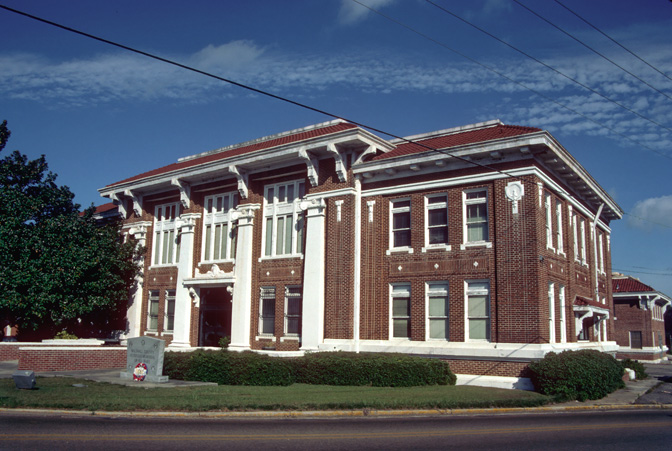
Budynek administracji hrabstwa (courthouse) w Tylertown

- Tylertown[6]

| Populacja hrabstwa w poprzednich latach | Populacja hrabstwa w poprzednich latach |
| Rok                                     | Liczba ludności                         |
| --------------------------------------- | --------------------------------------- |
| 1980                                    | 13 828                                  |
| 1990                                    | 14 352                                  |
| 2000                                    | 15 156                                  |
| 2005                                    | 15 460                                  |